# Baygon
Unter der Handelsbezeichnung Baygon wird weltweit eine Serie von Produkten mit insektizider Wirkung vertrieben. Sie sind für den Einsatz im Haushalt konzipiert. Angeboten werden Sprays gegen fliegende und krabbelnde Insekten, Pulver, Köderdosen gegen Ameisen und Kakerlaken, Mottenpapier und Elektroverdampfer zur Abwehr von Moskitos.
Markeninhaberin war ursprünglich die Bayer AG. Im Jahre 2003 verkaufte sie Teile des Geschäfts mit Haushaltsinsektiziden an das amerikanische Unternehmen S. C. Johnson & Son, darunter waren auch die Rechte an der Marke Baygon. Die insektiziden Wirkstoffe werden nach wie vor von Bayer geliefert.

## Wirkstoffe
Die Produkte der Baygon-Serie enthalten nach Angaben des Herstellers das Carbamat Propoxur sowie die Pyrethroide Cyfluthrin und Transfluthrin in unterschiedlichen Zusammensetzungen. Im Mai 2007 wurde Propoxur auf der Webseite mit den enthaltenen Wirkstoffen nicht mehr erwähnt.
Baygon-Produkte enthielten früher den Wirkstoff Dichlorvos, der zumindest in Europa nicht mehr enthalten ist.
Wissenschaftler der Universität von Edinburgh hatten im Jahre 2001 festgestellt, dass der Inhaltsstoff Propoxur bei ungeborenen Kindern Leukämie auslösen kann.

## Werbeslogan
Die Bayer AG veröffentlichte 1996 für Baygon eine Anzeige in der guatemaltekischen Tageszeitung Prensa Libre unter dem Titel „Der plötzliche Tod ist eine Spezialität aus Deutschland“ (La muerte subita es una especialidad Alemana), der auf den deutschen Golden-Goal-Sieg im Fußball-EM-Finale bezugnahm. Aufgrund diverser Kritik zog die Bayer AG den Werbeslogan als „unglückliches Wortspiel“ zurück.